# Škrpelji
Škrpelji so skupina nenaseljenih otočkov v Jadranskem morju, ki pripadajo Hrvaški.
Otočje Škrpelji so skupina majhnih severnodalmatinskih otokov v zadarski regiji. Nahajajo se v južnem delu Velebitskega kanala jugovzhodno od Seline (občina Ortopula).